# Bazylika kolegiacka Wszystkich Świętych w Sieradzu
Bazylika kolegiacka Wszystkich Świętych w Sieradzu – kościół farny wybudowany w 1370 roku w stylu gotyckim.

## Historia
W średniowieczu była to najważniejsza świątynia w mieście. Kościół zbudowano z cegły w II połowie XIV wieku. Pięciokondygnacyjna wieża na planie kwadratu zbudowana została w 1585. Przebudowany został w XVII wieku. W fasadę wmurowano w 1925 roku fragmenty odrzwi z dawnego zamku. Wystrój wnętrza głównie barokowy i rokokowy, a także kilka rzeźb gotyckich. W dekoracji ołtarza głównego (połowa XVIII wieku) znajduje się herb ziemi sieradzkiej. Ponadto w kościele można obejrzeć kilka obrazów Wojciecha Gersona i cenny sprzęt liturgiczny z XVII i XVIII wieku.
10 kwietnia 2011 koło kolegiaty odsłonięto pomnik upamiętniający ofiary katastrofy polskiego Tu-154 w Smoleńsku.
Od 19 marca 2018 świątynia nosi godność bazyliki mniejszej, a 20 marca 2023 ustanowiono tu sanktuarium św. Józefa. Przy świątyni funkcjonuje sieradzka kapituła kolegiacka.

## Organy
Obecne organy wbudowane zostały w szafę organową z późnobarokowym prospektem. Ich budowniczym jest Adolf Homan. Jest to dobrze zachowany przykład polskich organów z okresu późnego romantyzmu. 
W latach 80. XX w. instrument przebudowano, dodając nowe głosy. W 2015 roku zadecydowano o kompleksowej renowacji prospektu i generalnym remoncie instrumentu, który wykonała firma organmistrzowska Andrzeja Sutowicza, przywracając pięć oryginalnych głosów i pozostawiając głosy dobudowane. Organy mają wiatrownice stożkowe, dwa miechy pływakowe, dmuchawę elektryczną umieszczoną w wieży kościoła. 
Dyspozycja instrumentu:
| Manuał I          | Manuał II             | Pedał               |
| ----------------- | --------------------- | ------------------- |
| 1. Bourdon 16'    | 1. Koncert flet 8’    | 1. Pryncypałbas 16' |
| 2. Pryncypał 8'   | 2. Violine 8’         | 2. Subbas 16'       |
| 3. Flet 8'        | 3. Aeolina 8’         | 3. Violonbas 16'    |
| 4. Gamba 8'       | 4. Vox celestis 8'    | 4. Cello 8'         |
| 5. Salicjonal 8'  | 5. Sylvestrina 4'     | 5. Kwinta 5 1/3'    |
| 6. Oktawa 4'      | 6. Flet dolce 4’      |                     |
| 7. Viola 4’       | 7. Róg nocny 2’       |                     |
| 8. Kwinta 2 2/3’  | 8. Kwinta 1 1/3’      |                     |
| 9. Superoktawa 2' | 9. Siflet 1’          |                     |
| 10. Mixtura 4ch.  | 10. Sesquialtera 2ch. |                     |

## Galeria

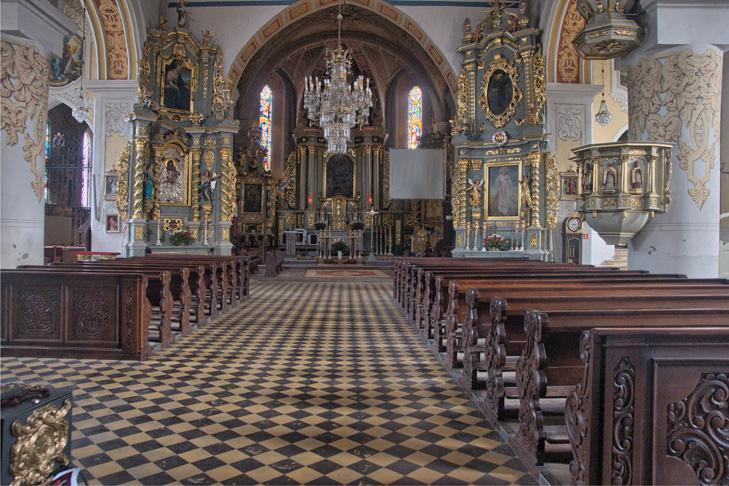
Wnętrze bazyliki
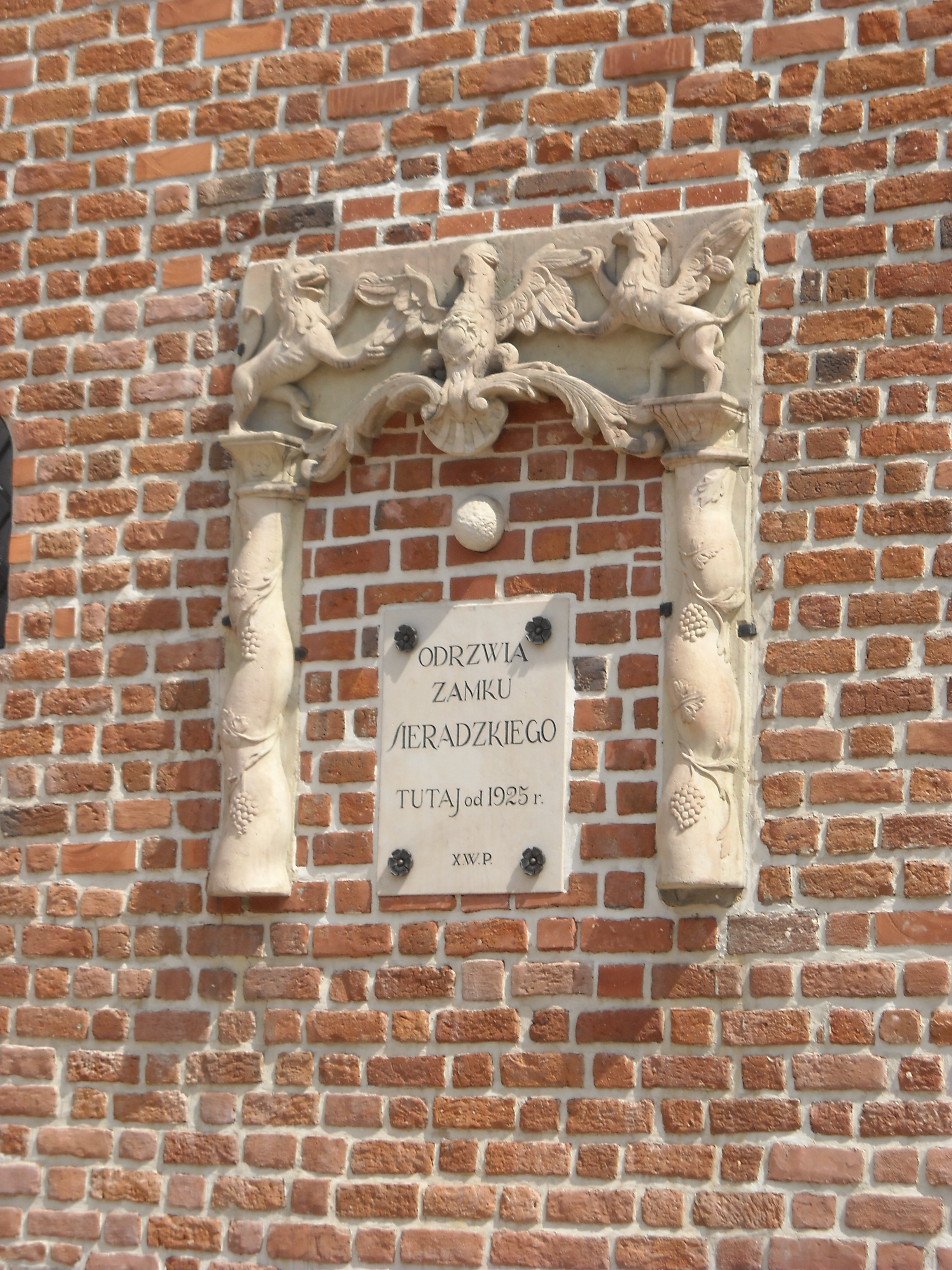
Odrzwia sieradzkiego zamku
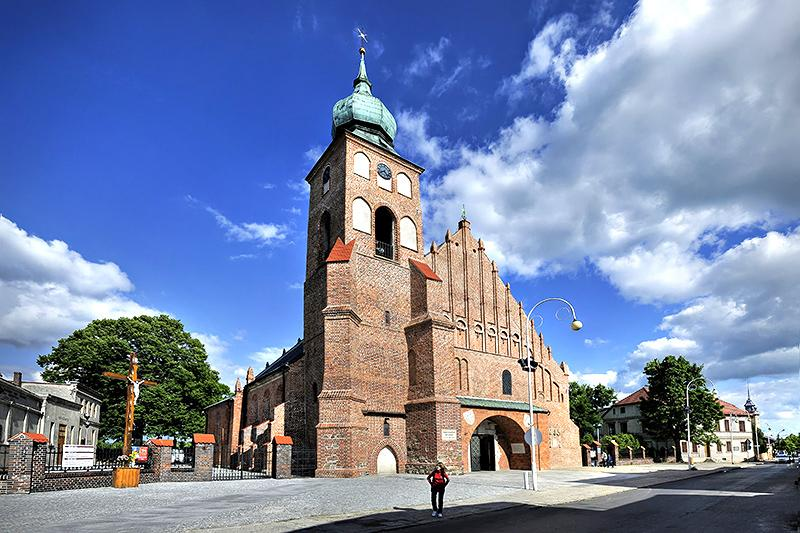
Widok ogólny
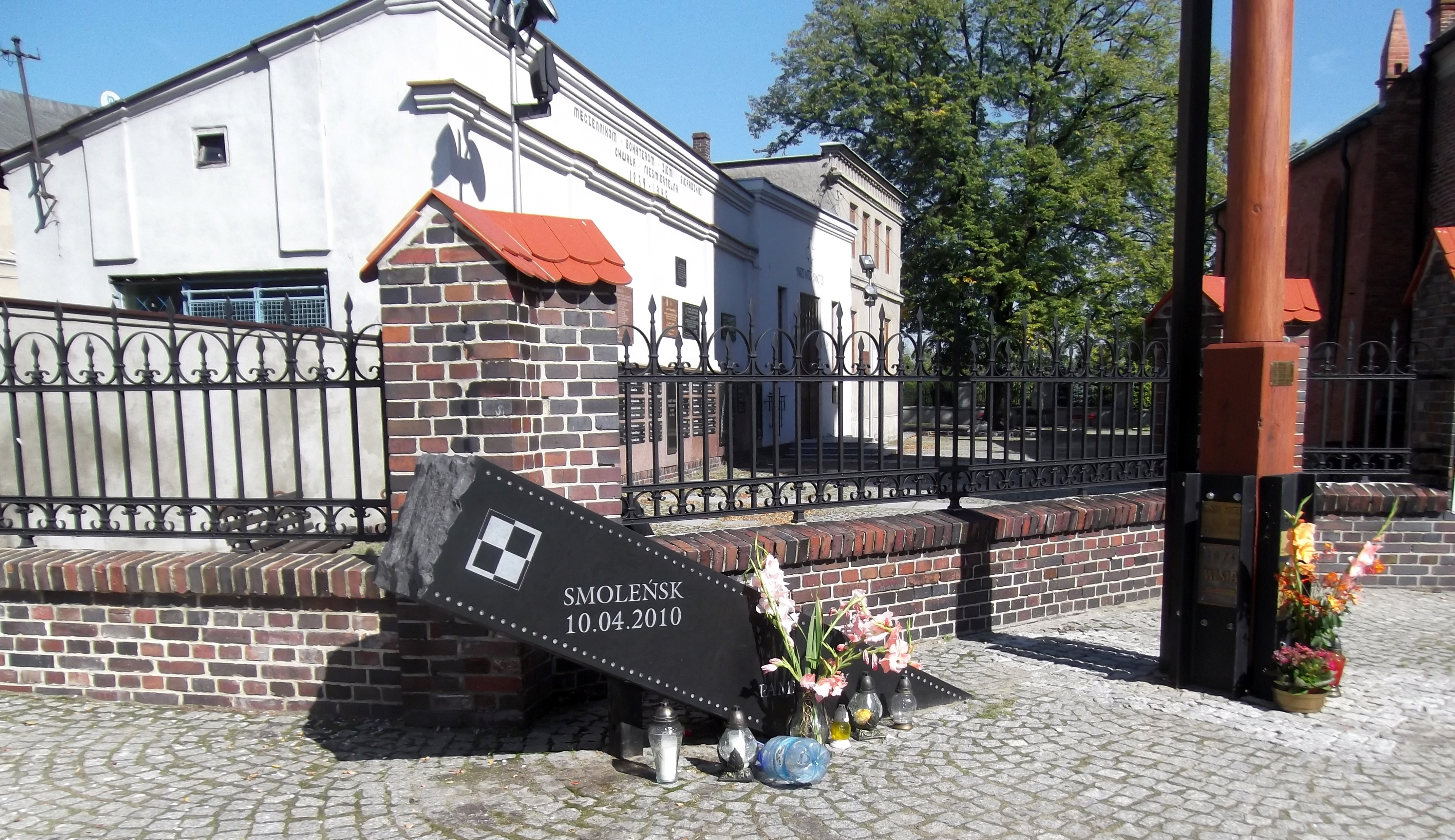
Pomnik smoleński